# جیم آندره میلر
جیم آندره میلر (انگلیسی: Jim Miller؛ زادهٔ ۳۰ اوت ۱۹۸۳) ورزشکار هنرهای رزمی ترکیبی اهل ایالات متحده آمریکا است. وی از سال ۲۰۰۵ میلادی تاکنون مشغول فعالیت بوده‌است.